# Lubojna (gromada)
Lubojna – dawna gromada, czyli najmniejsza jednostka podziału terytorialnego Polskiej Rzeczypospolitej Ludowej w latach 1954–1972.
Gromady, z gromadzkimi radami narodowymi (GRN) jako organami władzy najniższego stopnia na wsi, funkcjonowały od reformy reorganizującej administrację wiejską przeprowadzonej jesienią 1954 do momentu ich zniesienia z dniem 1 stycznia 1973, tym samym wypierając organizację gminną w latach 1954–1972.
Gromadę Lubojna z siedzibą GRN w Lubojnie utworzono – jako jedną z 8759 gromad na obszarze Polski – w powiecie częstochowskim w woj. stalinogrodzkim, na mocy uchwały nr 17/54 WRN w Stalinogrodzie z dnia 5 października 1954. W skład jednostki weszły obszary dotychczasowych gromad Czarny Las, Kuźnica Kudrzyńska, Lubojna, Lubojenka, Wierzchowisko i Wola Hankowska ze zniesionej gminy Lubojna w tymże powiecie, a także oddziały leśne nr nr 210–215 z Nadleśnictwa Łobodno. Dla gromady ustalono 25 członków gromadzkiej rady narodowej.
29 lutego 1956 z gromady Lubojna wyłączono kolonię Pustka, włączając ją do Częstochowy, miasta na prawach powiatu w tymże województwie.
20 grudnia 1956 województwo stalinogrodzkie przemianowano (z powrotem) na katowickie.
Gromada przetrwała do końca 1972 roku, czyli do kolejnej reformy gminnej.